# Donna Anderson
Donna Anderson (nacida el 5 de septiembre de 1939) es una actriz de reparto estadounidense, activa principalmente en la televisión durante las décadas de 1960 y 1970.

## Primeros años
Donna Knaflich (su verdadero nombre) nació en Gunnison, Colorado, hija de Wenona Hanly-Knaflich y de Louis John Knaflich.

## Carrera

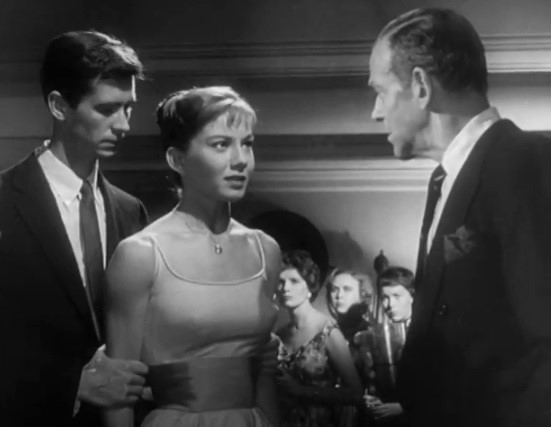
Fotograma de la película "La hora final", acompañada de los actores Anthony Perkins y Fred Astaire

Hizo su debut cinematográfico en la película de 1959 La hora final, dirigida por Stanley Kramer. Al año siguiente, Kramer consiguió que protagonizara Inherit the Wind, lo que la llevó a recibir una nominación en el premio Golden Laurel como mejor nueva actriz.
Apareció en regularmente en una serie ambientada en el lejano oeste titulada The Travels of Jaimie McPheeters de la cadena ABC, con Kurt Russell en el papel principal. En la trama, el personaje de Anderson, Jenny, ayuda al joven Jaimie en sus viajes a través del Oeste de Estados Unidos en un vagón de tren. La mayoría de sus papeles fueron apariciones en programas de televisión, en series como Gunsmoke, El Increíble Hulk, El Equipo A y Murder, She Wrote. También participó en episodios de la serie La Casa de La Pradera, producida por la cadena NBC.

No ha actuado ante las cámaras desde 1984.

## Filmografía
| Año  | Título                        | Personaje        | Notas         |
| ---- | ----------------------------- | ---------------- | ------------- |
| 1959 | La hora final                 | Mary Holmes      |               |
| 1960 | Inherit the Wind              | Rachel Brown     |               |
| 1964 | Sinderella and the Golden Bra | Dama de la Villa | Sin acreditar |
| 1971 | Werewolves on Wheels          |                  |               |
| 1973 | Deadhead Miles                | Camarera         |               |